# جون مانلي
جون مانلي هو محامي ودبلوماسي وسياسي كندي، ولد في 5 يناير 1950 في كندا. حزبياً، نشط في الحزب الليبرالي الكندي.

## مناصب
- انتخب وزير الابتكار والعلوم والصناعة (كندا) (29 مارس 1995 – ).
- انتخب وزير الشؤون الخارجية ( – 15 يناير 2002).
- انتخب وزير المالية [الإنجليزية]‏ (2 يونيو 2002 – 12 ديسمبر 2003).
- انتخب نائب رئيس وزراء كندا [الإنجليزية]‏ (15 يناير 2002 – 12 ديسمبر 2003).
- انتخب عضو مجلس العموم الكندي.

## روابط خارجية
- جون مانلي على موقع IMDb (الإنجليزية)
- جون مانلي على موقع الموسوعة البريطانية (الإنجليزية)
- جون مانلي على موقع مونزينجر (الألمانية)
- جون مانلي على موقع إن إن دي بي (الإنجليزية)